# 毛沢東故居

「毛沢東故居」の扁額

毛沢東故居（もうたくとうこきょ）は、中華人民共和国建国者、毛沢東の生家である。長沙市の南西、湘潭市の韶山市韶山郷韶山村土地冲に位置する。敷地面積は566．39m2。土木構造。部屋が全部で20間ある。

## 歴史

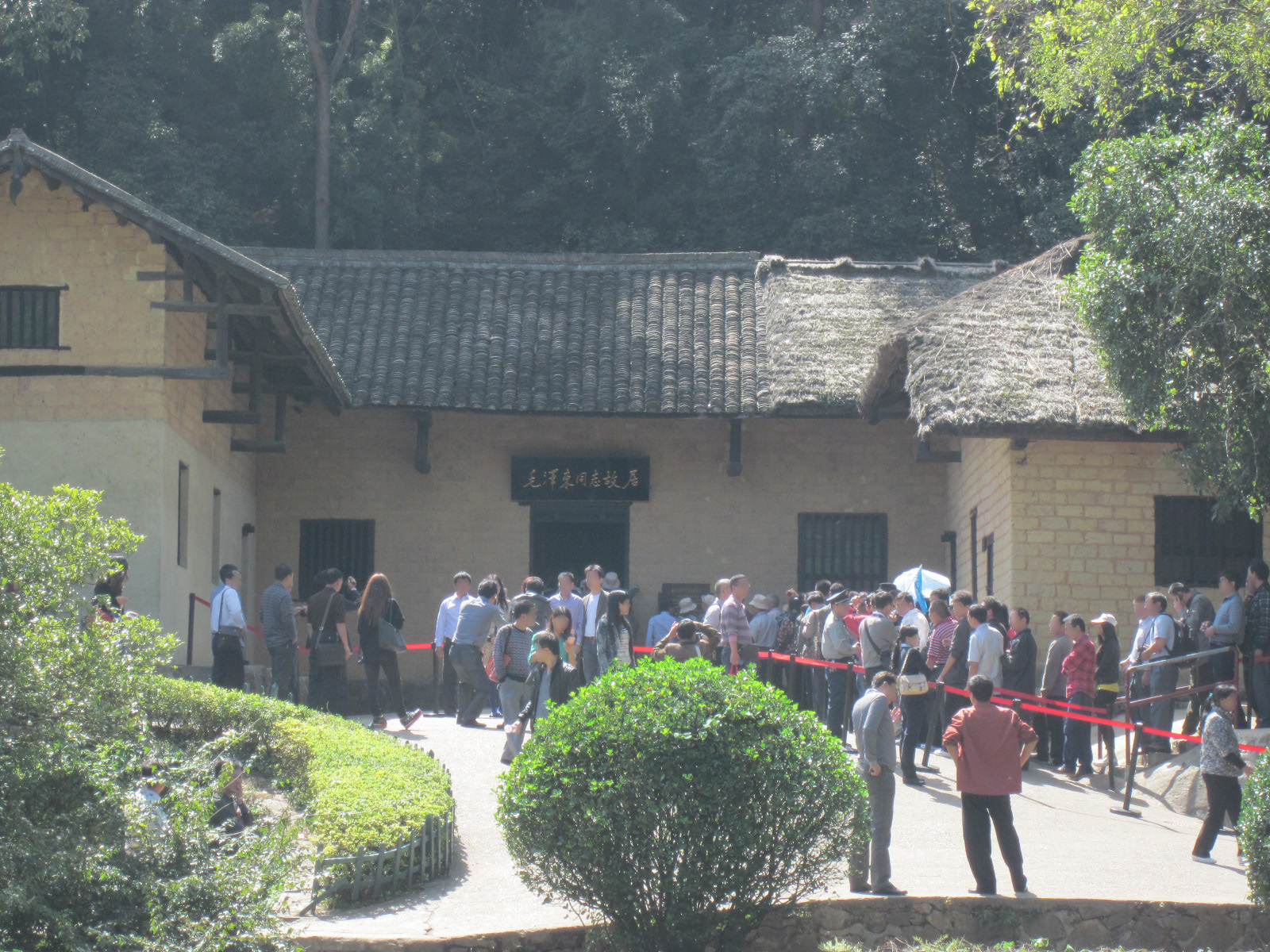
毛沢東故居

- 1893年12月26日、毛沢東はこの地で誕生した[2]。
- 1910年、毛沢東が学を求めて家を出る[2]。
- 1929年4月、国民党政府は韶山にある毛沢東の全ての家屋と財産を取り上げた[2]。
- 1950年、韶山市人民政府は故居を修復し、国内観光客に一般公開される[2]。
- 1952年、外国人観光客にも一般公開される[2]。
- 1961年3月4日、中華人民共和国国務院は故郷を全国重点文物保護単位に認定した[2]。
- 1983年6月27日、鄧小平の筆になる「毛沢東同志故居」の扁額が故郷の正門に掲げられた[2]。
- 1993年12月20日、中国共産党中央委員会総書記江沢民が参詣した[2]。
- 1997年7月、中国共産党中央宣伝部は故居を全国愛国主義教育基地に認定した[2]。

## 周辺建築
- 韶山毛沢東同志紀念館 （1964年10月1日公開）
- 韶峰風景区
- 滴水洞風景区
- 毛沢東両親の墓
- 毛沢東が通った私塾跡
- 毛沢東銅像
- 毛氏宗祠
- 毛鑑公祠
- 毛震公祠